# Нордијски покрет отпора
Северни покрет отпора (швед. Nordiska motståndsrörelsen, NMR) националсоцијалистичка је организација чији је циљ да путем револуције створи Северноевропску национално-социјалистичку републику, која би се састојала од Шведске, Финске, Норвешке, Данске, Исланда и вероватно балтичких земаља.
У овом тренутку Северни покрет отпора обухвата шведски покрет отпора (Svenska motståndsrörelsen), фински покрет отпора (Suomen Vastarintaliike), норвешки покрет отпора (Den norske motstandsbevegelsen), исландски покрет отпора (Norræna mótstöðuhreyfingin) и дански покрет отпора (Den Danske Modstandsbevægelse).
Организација је заснована на јасној хијерархији и дисциплини. Оснивач Клас Лунд је познат као један од оснивача организације Vitt Ariskt Motstånd. У овом тренутку лидер организације и председник управног одбора је Симон Линдберг, а под његовом командом су чланови управног одбора: Емил Хагберг (међународни представник и координатор шефова регионалних ћелија), Фредрик Вејделанд (политички консултант и уредник „Нордфронт онлајн новина”) и Пер Оберг (лидер политичке странке формиране унутар организације).
Најављено је да ће шведски огранак организације створити политичку партију у октобру 2014. године. Странка је „парламентарно крило” организације, а њен лидер Пер Оберг. Странка је основана 5. септембра 2015. године.